# Пиклз, Кристина
Кристи́на Пиклз (англ. Christina Pickles; род. 17 февраля 1935, Йоркшир) — британо-американская актриса. Обладательница премии «Эмми».
Наибольшую известность Пиклз принесла роль медсестры Хелен Розенталь в медицинской драме NBC «Сент-Элсвер» (1982—1988). За эту роль она пять раз номинировалась на прайм-тайм премию «Эмми» за лучшую женскую роль второго плана в драматическом телесериале. Она также играла роль Джуди Геллер в ситкоме «Друзья», которая в 1995 году принесла ей номинацию на премию «Эмми» в категории «Лучшая приглашённая актриса в комедийном телесериале». В 2018 году Пиклз выиграла премию «Эмми» за главную роль в короткометражном сериале «Ни пуха ни бедра».
Пиклз также известна по ролям в мыльных операх «Направляющий свет» (1971—1972; 2007) и «Другой мир» (1977—1979), а также фильмах «Властелины Вселенной» (1987), «Ромео + Джульетта» (1996), «Певец на свадьбе» (1998) и «Джордж из джунглей 2» (2003).

## Избранная фильмография
- 1974 — Захват — Николь Блэкстоун
- 1982—1988 — Сент-Элсвер — медсестра Хелен Розенталь
- 1987 — Властелины Вселенной — колдунья замка Грэйскалл
- 1992 — Кошмар средь бела дня — Сара Дженнер
- 1994 — Легенды осени — Изабел Ладлоу
- 1994—2004 — Друзья — Джуди Геллер
- 1996 — Утеха сердца моего — миссис Бакстон
- 1996 — Ромео + Джульетта — Каролин Монтекки
- 1998 — Певец на свадьбе — Энджи Салливан
- 2001 — Ангелы здесь не живут — Энджела Портер
- 2001 — Любовь всё меняет — мама Сола
- 2003 — Джордж из джунглей 2 — Беатрис Стэнхоуп
- 2009—2011 — Как я встретил вашу маму — Рита
- 2017 — Сомнение — Гейл Мейерс